# 悟恩
悟恩（ごおん）は、中国天台宗の僧侶。姓は路、字は修己。蘇州常熟県の人。北宋初の天台宗山外派の祖。

## 略歴
13歳の時に出家して、天台宗の一心三観・六即の説によって仏理を会得した。
その後、銭塘の慈光院に入り、志因に就いて修学した。天台止観の実践を学び、『法華経』・『金光明経』について講学を受けた。後、それらについて講学を行うようになり、慈光院の院主となった。
その著書『金光明玄義発揮記』は、趙宋天台における山家山外論争の端緒となった。
常に浄土を讃仰し、専心して念仏して奇瑞を体感して没した。

## 著書
- 『金光明玄義発揮記』

## 伝記資料
- 『宋高僧伝』巻7
- 『仏祖統紀』巻10